# أنجيلا جوزمان
أنجيلا جوزمان وهي مصممة جرافيك كولومبية أمريكية إشتهرت بتصميم المجموعة الأصلية من Apple Emoji كمتدربة تصميم في أبل

## روابط خارجية
- موقع أنجيلا جوزمان
- صنع الرموز التعبيرية لشركة Apple: كيف غيّر تصميم هذه الرموز الصغيرة حياتي
- Worth a Thousand Words على يوتيوب